# Omega (jeu vidéo, 1989)
Pour les articles homonymes, voir Omega.
OMEGA est un jeu vidéo de programmation développé et édité par Origin Systems en 1989.

## Système de jeu
Le joueur incarne un designer de « cyber-tanks ». Avec des fonds limités, le joueur devait réaliser un tank capable de vaincre toute une série de tanks concurrents de plus en plus difficiles dans des arènes dédiées à ce genre d’affrontement. Toute victoire donnait au joueur une accréditation et des fonds supérieurs, jusqu’à l’accréditation OMEGA et un budget illimité.
Ce qui rendait le jeu différent et intéressant était la façon dont les tanks étaient conçus, puisqu’ils devaient être programmés par le joueur à l’aide d’un éditeur de texte interne ; le joueur réalisait ainsi un script de commande, similaire en structure au langage BASIC.
Le jeu proposait même une connexion par modem à des BBS et à d’autres ordinateurs afin de télécharger des scripts et des arènes, une initiative originale pour un jeu de cette époque.